# Georg Ljungström
Georg Ljungström, född 6 januari 1861 i Uddevalla, Göteborgs och Bohus län, död 8 oktober 1930 i Engelbrekts församling, Stockholm, var en svensk kartograf, författare och poet.

## Biografi
Georg Ljungström föddes 1861 som son till Jonas Patrik Ljungström och Amalia (född Falck). Bland hans syskonskara ingick Fredrik Ljungström, Birger Ljungström och Oscar Ljungström. Georg Ljungström, som blev lantmätare till yrket, tjänstgjorde som statskartograf vid Rikets allmänna kartverk.
Med familjebakgrund delvis utanför Svenska kyrkan, kom Georg Ljungström att tillsammans med sin bror Oscar Ljungström intressera sig för tidens nya idéer inom filosofi och religion. Teosofin var omkring fin de siècle en betydande influens bland europeiska progressiva intellektuellt och konstnärligt lagda, som Vasilij Kandinskij, Piet Mondrian och William Butler Yeats. Också Sverige påverkades av strömningarna och samlade personligheter som Axel Frithiof Åkerberg, Victor Pfeiff och Per Henrik Rudolf Cederschiöld. Intresserade startade i Stockholm den teosofiska logen "Orion" i Stockholm, där Georg Ljungström blev ordförande och medverkade i dess publikation Teosofisk tidskrift.
Georg Ljungströms poesi och essäer gjorde också intryck på August Strindberg efter den senares "Inferno"-period. Om detta vittnar inte minst Strindbergs En blå bok (1907–1912) och Ockulta dagboken (publicerad postumt 1977). Ljungströms skrifter ingick i Strindbergs bibliotek, i vilka Strindberg införde talrika kommentarer och beröm.
Georg Ljungström är begravd på Norra begravningsplatsen utanför Stockholm.